# マックス・カヴァレラ

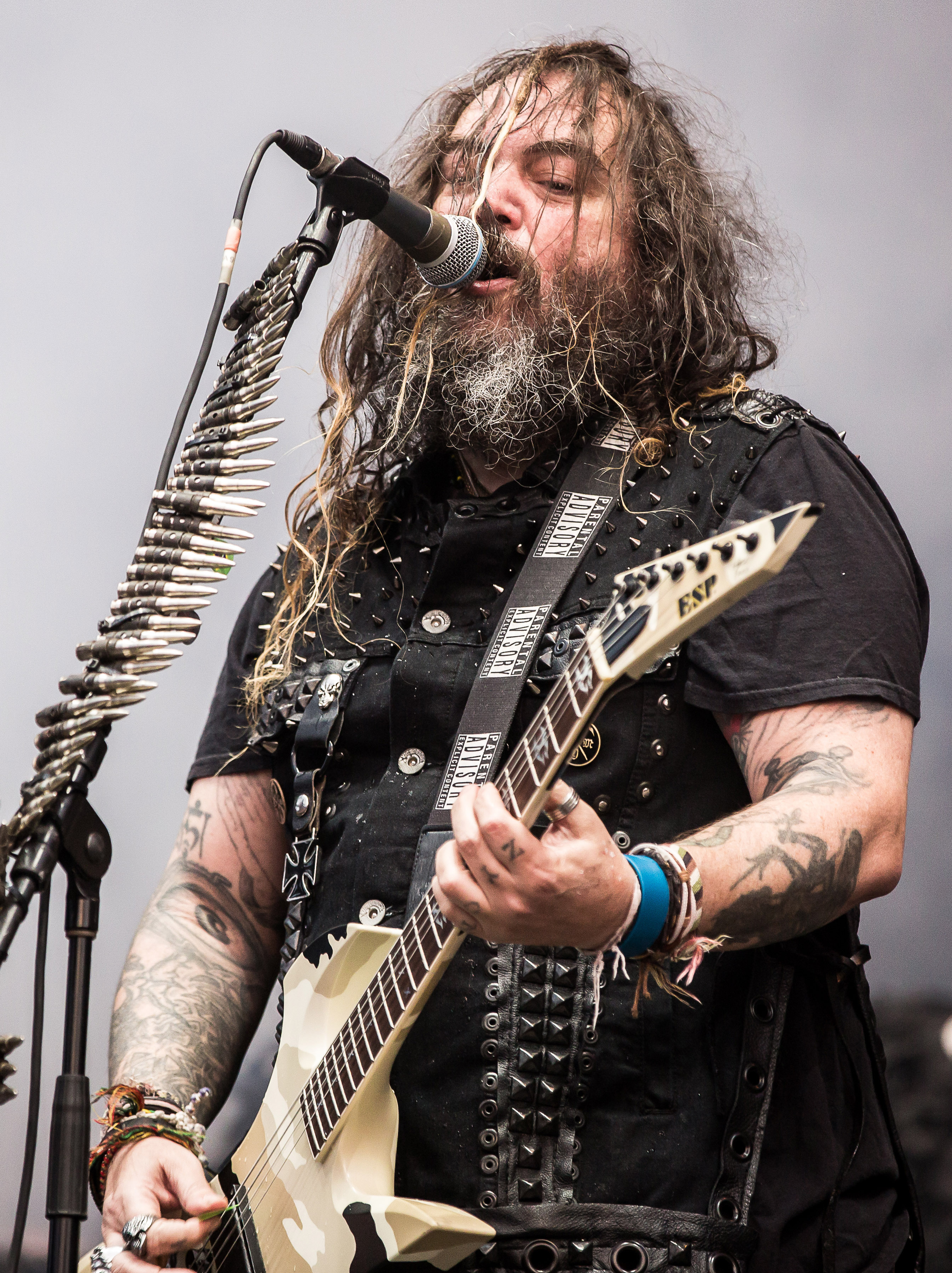
2018年

マッシミリアーノ・アントニオ・マックス・カバレラ（Massimiliano Antonio "Max" Cavalera、1969年8月4日 - ）は、ブラジルのミュージシャン。グルーヴ・メタルバンド「ソウルフライ」のボーカリスト、ギタリスト。

## 来歴
ミナスジェライス州ベロオリゾンテで生まれる。9歳の頃、ベロオリゾンテのイタリア領事館の職員であった父グラツィアーノ・カヴァレラが41歳で亡くなった。1984年に弟のイゴール・カヴァレラとセパルトゥラを結成した。しかし、バンドの結成当初、家庭は経済的危機と家庭内の混乱状態にあった。1990年代初頭、アリゾナ州フェニックスに移住。
1996年にイギリスで開催された「モンスターズ・オブ・ロック」のステージにセパルトゥラとして立つ直前に息子の急死を知り、妻のグロリアと共に会場を去った。これが原因でバンドを脱退した。その後、1997年にソウルフライを結成した。
2007年、10年間顔を合わせなかったイゴール・カヴァレラとカヴァレラ・コンスピラシーという兄弟プロジェクトを共に立ち上げた。